# Silvério Neto

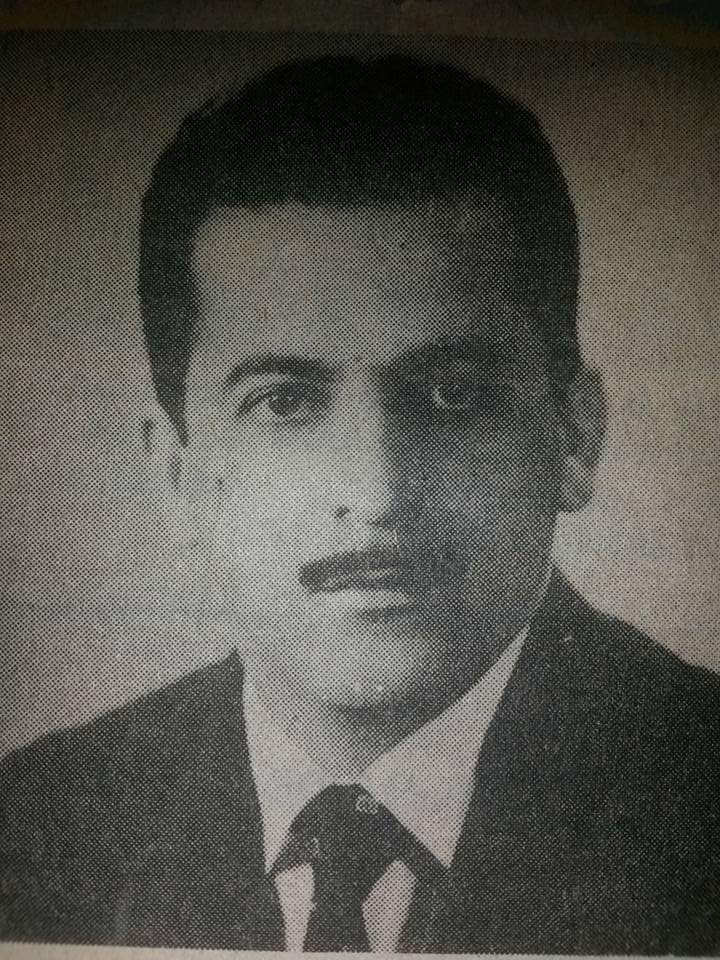
Silvério Neto (foto de 1950)

Antônio das Dores Silvério, conhecido como Silvério Neto, (Rifaina, 12 de fevereiro de 1925 — Rio de Janeiro, 25 de janeiro de 1979) foi um radialista brasileiro da região de Ribeirão Preto, interior do estado de São Paulo.
Atuando em várias rádios do interior de São Paulo, com passagens por várias cidades deste Estado, como Avaré, Araçatuba, Ituverava e Ribeirão Preto, bem como na cidade mineira de Uberaba, na cidade de São Paulo e na do Rio de Janeiro, onde assumiu a direção artitística da extinta Rádio Tupi. Conhece nesta ocasião Marly Ribeiro, então jovem cantora do rádio e da TV, contratada por esta extinta emissora, com quem veio a se casar, em 25 de outubro de 1960, fato que foi publicado em diversos jornais e revistas da época na cidade do Rio de Janeiro.
Em 1954, de volta a Ribeirão Preto, assumiu a direção artística da emissora de rádio PRA-7, com a missão de montar o "cast" (elenco de artistas) e colocar uma nova programação no ar, época em que criou, dirigiu e participou de vários programas, como "Boa Tarde à mulher", "Atualidades no Ar" e "Os galhos de Zé Paspalho", em uma época em que eram famosos os programas de auditório no Brasil.
Silvério Neto conquistou prêmios como o radialista do centenário da cidade de Ribeirão Preto, na época em que foi diretor de elenco da Rádio PRA-7, a sétima emissora de rádio implantada no Brasil e a primeira do interior do país. Trabalhou com personalidades do mundo artístico brasileiro, como Moacyr Franco (cantor e ator), Rogério Cardoso (ator e humorista, já falecido, que viveu o personagem "Seu Flor" na série A Grande Família - TV Globo), ao lado de seu irmão e companheiro de trabalho Lúcio Mendes (locutor e comentarista de esportes do rádio, já falecido), que foi outra personalidade do rádio nesta cidade.

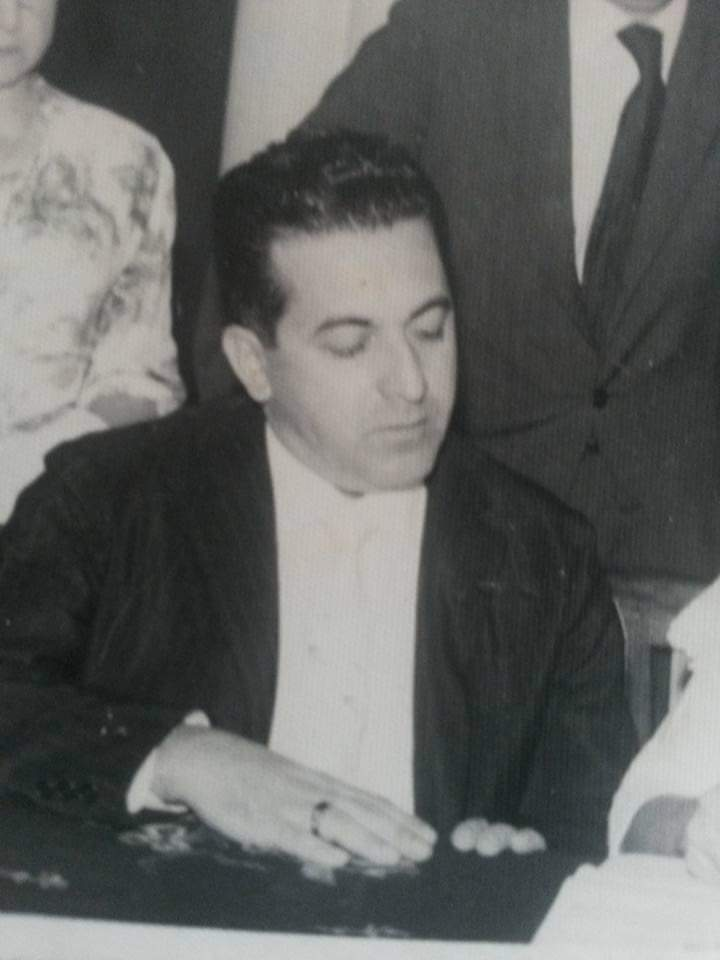
Silvério Neto (foto de 1960)

Contribuiu para a chegada da televisão no interior do Estado de São Paulo, quando assumiu a direção de uma nova emissora televisiva, desta vez a pioneira TV Tupi, no canal 3, em Ribeirão Preto, participando ativamente de sua implantação, na década de 1960, sendo responsável por toda a programação local, criando, dirigindo e participando de vários programas, entre eles uma reedição televisiva do programa humorístico que criou para a Rádio PRA-7: "Cadeira do Barbeiro".
Com o fechamento da TV Tupi, durante o regime militar, Silvério Neto volta-se para a atividade de diretor artístico independente, atuando como empresário, contratando diversos shows de vários artistas brasleiros como Chico Anísio, Jô Soares, Moacyr Franco, entre outros, levando espetáculos para diversas cidades do interior do estado de São Paulo.
No início da década de 1970, mudou-se de Ribeirão Preto para a cidade do Rio de Janeiro, após ser convidado para assumir a função de relações públicas, passando a integrar a equipe da Carlos Vasques Produções, onde promoveu diversas apresentações de espetáculos internacionais, como "Holiday on Ice", "Circo de Moscou", "Disney on Parade" e "Os Cavalos de Viena", com apresentações em todo o Brasil e também na América do Sul.
Com a venda da empresa de Vasques para o então empresário Marcos Soter (ex-empresário do cantor Roberto Carlos), Silvério Neto se mantém na função de relações públicas promovendo entretenimento para as cidades brasileiras.
Em meados da década de 1970, a empresa é incorporada pela Rede Globo de Televisão, tendo sido renomeada para Vasglo Produções, onde Silvério Neto se manteve na mesma função para promover espetáculos como responsável pela turnê brasileira de bandas internacionais como Genesis, Liver Pool Express e The Tramp, bem como personalidades da música internacional, como Rick Wakeman, Joe Cocker e Dionne Warwick, permanecendo nesta empresa até o final desta década, quando faleceu.
Silvério Neto também tem outras histórias artísticas, como seu lado compositor de músicas, tendo várias de sua autoria gravadas, como no disco do cantor Miltinho. Nas suas passagens pelo mundo artístico, Silvério Neto reuniu em seu currículo trabalhos de artista, jornalista, radialista, produtor e diretor artístico.
Em pesquisas históricas sobre o rádio no Brasil, é possível obter informações quanto à sua personalidade artística, bem como a do seu irmão Lúcio Mendes, conforme relatos de seus contemporâneos, como alguns encontrados no livro "PRA-7: A Primeira Rádio do Interior do Brasil".
Silvério Neto faleceu na capital fluminense vítima de complicações pós-cirúrgica, deixando sua esposa Marly Ribeiro com dois filhos, André Luís Ribeiro Silvério (também falecido em 4 de agosto de 1982, vitima de acidente de trânsito) e Luís André Ribeiro Silvério, que é professor de Informática no SENAI de Ribeirão Preto. Deixou também duas filhas da primeira mulher, Jupira, que residem na cidade de São Paulo, de nomes Julieta e Criscíula (Cris).
Como homenagem póstuma, a Câmara Municipal de Ribeirão Preto, através da Lei Municipal 3.653, de 20 de agosto de 1979, denominou como "rua Silvério Neto" uma via pública desta cidade, que pode ser encontrada no bairro "Quintino II", na periferia desta cidade que o acolheu como "cidadão emérito" por sua contribuição para o entretenimento e o progresso da rádio e da TV desta cidade, que hoje ocupa a posição de terceira maior cidade do Estado de São Paulo.